# Даниел Ортега
Хосе Даниел Ортега Сааведра (на испански: José Daniel Ortega Saavedra) е никарагуански политик.

## Биография
Роден е на 11 ноември 1945 г. в градчето Ла Либертад, Никарагуа, в семейство от средната класа. Семейството му са противници на режима на Сомоса, а майка му е лежала в затвора по политически причини. Самият Даниел Ортега е арестуван за първи път на 15 години за революционна дейност. Записва се да учи право в университета в Манагуа, където през 1962 г. се присъединява към Сандинисткия фронт за освобождение на Никарагуа. През 1966 г. става началник на партизанското движение на Фронта и участва в множество акции и нападения. Арестуван е при терористичен акт през 1967 г., при който е убит един от шефовете на тайната полиция. Прекарва в строго охранявания затвор „Типитапа“ 7 години, преди да бъде освободен в резултат на въоръжено нападение на свои другари и да избяга в Куба.
След победата на Сандинистката революция през 1979 г. става президент на Никарагуа и управлява до 1990 г. По време на управлението си Ортега е подкрепян от СССР и другите социалистически страни, от които получава милиони долари под формата на помощи и военна техника, с помощта на които да се бори против „контрите“ – военни отряди, противници на народното управление на страната, финансирани и обучавани от ЦРУ. След спиране на помощите през 1989 г., поради разпадането на СССР, е принуден да търси мирно разрешаване на конфликта и да разреши демократични избори, които губи катастрофално.
На 10 януари 2007 г. става за втори път президент на Никарагуа, след като печели президентските избори през ноември 2006 г. с 38 % от гласовете. Във външната си политика поддържа близки контакти с лидери като президента на Иран Махмуд Ахмадинеджад и на Венецуела Уго Чавес. На 2 септември 2008 г. по време на празненствата на никарагуанската армия обявява че признава независимостта на Абхазия и Южна Осетия, с което Никарагуа става едва втората страна в света след Русия, която признава тези политически формирования. В същото време, за разлика от Чавес, той поддържа добри отношения с Международния валутен фонд и стопанската му политика включва и пропазарни мерки. По време на мандата си заема и по-социалноконсервативни позиции, въвеждайки строга забрана на абортите.
Макар конституцията на Никарагуа да забранява заемането на президентския пост от един човек в два последователни мандата, контролираният от сандинистите Върховен съд разрешава на Ортега да се кандидатира за нов мандат и на изборите през ноември 2011 г. той е преизбран с 63 % от гласовете.
През ноември 2021 г. Даниел Ортега е преизбран за четвърти петгодишен мандат със 75% от гласовете, според първите частични официални резултати, публикувани от Висшия избирателен съвет.